# اولمیتز (کانزاس)
اولمیتز (به انگلیسی: Olmitz) شهری در ایالت کانزاس کشور ایالات متحده آمریکا است که جمعیت آن در سرشماری سال ۲۰۱۰ میلادی، ۱۱۴ نفر بوده‌است.